# Liste des députés du Soudan français et du Niger
 (mai 2025).
Si vous disposez d'ouvrages ou d'articles de référence ou si vous connaissez des sites web de qualité traitant du thème abordé ici, merci de compléter l'article en donnant les références utiles à sa vérifiabilité et en les liant à la section « Notes et références ».
Cette page présente les députés français élus dans les anciennes circonscriptions du Soudan (actuel Mali), du Niger et du Soudan-Niger.

## Soudan-Niger
Une circonscription "Soudan-Niger" a existé au moment des deux Assemblées nationales constituantes, en 1945-1946. Cette circonscription avait deux sièges à pourvoir.
Durant la première Assemblée constituante (du 21 octobre 1945 au 10 juin 1946), ces deux sièges sont occupés par Maurice Kaouza (2 avril 1911 - 28 septembre 1986, groupe Résistance démocratique et socialiste) et Fily Dabo Sissoko (1er janvier 1900 - 30 juin 1964, groupe Républicains et Résistants).
Lors de la seconde Assemblée nationale constituante (du 2 juin 1946 au 27 novembre 1946), Fily Dabo Sissoko garde son siège (dans le groupe Républicains et Résistants), en revanche le deuxième siège est occupé par Robert Lattes (23 mai 1900 - 13 novembre 1964, groupe Mouvement républicain populaire).
Cette circonscription est ensuite scindée en deux, avec une circonscription Soudan et une circonscription Niger.

## Niger
Deux sièges seront dévolus à la circonscription Niger, jusqu'au 15 juillet 1969 (durant la première législature de la Ve République).
Georges Mahaman Condat (16 juin 1924 - 25 octobre 2012) va occuper le premier de ces deux sièges :
- Quatrième République : Ire législature (du 10 novembre 1946 au 4 juillet 1951), dans le groupe Union démocratique et socialiste de la Résistance.
- Quatrième République : IIe législature (du 17 juin 1951 au 1er décembre 1955), dans le groupe Union démocratique et socialiste de la Résistance.
- Quatrième République : IIIe législature (du 2 janvier 1956 au 8 décembre 1958), dans le groupe Union démocratique et socialiste de la Résistance et du RDA.
- Cinquième République : Ire législature (du 9 décembre 1958 au 15 juillet 1959), en tant que non inscrit.

Le deuxième siège est occupé par deux députés, en alternance :
- Hamani Diori (16 juin 1916 - 23 avril 1989 durant la première législature, en tant que non inscrit.
- Ikhia Zodi  (1er janvier 1919 - 16 février 1996, dans le groupe Union démocratique et socialiste de la Résistance durant la deuxième législature.
- Puis de nouveau Hamani Diori jusqu'au 15 juillet 1969, d'abord dans le groupe Union démocratique et socialiste de la Résistance et du RDA puis en tant que non inscrit.

## Députés duSoudansous laIVeRépublique
- Jean Silvandre de 1946 à 1950
- Mamadou Konaté de 1946 à 1956
- Fily Dabo Sissoko de 1946 à 1959
- Hammadoun Dicko de 1951 à 1959
- Modibo Keïta de 1956 à 1959
- Barema Kissourou Bocoum de 1956 à 1959